# Palais de la Berbie
Il Palais de la Berbie ("Palazzo episcopale", dall'occitano Bisbia, francesizzato in Berbie ="vescovo") è uno storico edificio della città francese di Albi, nel dipartimento del Tarn (Occitania, Francia sud-occidentale), risalente alla seconda metà del XIII secolo Tra i più antichi e meglio conservati palazzi episcopali di Francia, l'edificio è classificato come monumento storico dal 1882 e fa parte del complesso della città episcopale di Albi, annoverato dall'UNESCO nel patrimonio dell'umanità.

## Storia

Le origini del palazzo risalgono al periodo compreso tra il 1250 e il 1260 ca., quando, sotto i vescovi Durand de Beaucaire et Bernard de Combret, fu costruita una torre, denominata "Torre di Santa Caterina".
In seguito, sotto il vescovo Bernard de Castanet (1277-1308), l'edificio fu ampliato con l'aggiunta di una seconda torre, denominata "Torre di San Michele", e di un'ala rettangolare ed assunse l'aspetto attuale.
Dal 1922, il palazzo ospita il Museo Toulouse-Lautrec.

## Architettura
Il palazzo si erge su un'altura che domina il fiume Tarn e ha la struttura di una fortezza.
Il palazzo è circondato da giardini in stile classico.